# Phaca pondii
Phaca pondii là một loài thực vật có hoa trong họ Đậu. Loài này được (Greene) Rydb. miêu tả khoa học đầu tiên năm 1929.